# O Eterno Marido
O Eterno Marido é uma pequena obra-prima de Fiódor Dostoiévski. Foi escrita no final de 1869 e publicada no início de 1870, em plena maturidade do autor. Muitos críticos, como André Gide, consideram-no uma dos mais bem acabados romances curtos de Dostoiévski.
A história narra o reencontro do marido, Pável Pávlovitch, com Vieltchâninov, ex-amante  de sua falecida mulher. Nesse reencontro, eles relembram do passado e vivem momentos de extrema emoção e ódio. A narrativa é densa e tem os toques de humor negro que são constantes na obra de Dostoiévski.